# Mill (Band)
Mill ist eine deutsche Indie-Psychedelic-Noise-Rock-Band aus Koblenz, die seit 1999 existiert.
Die Band ist seit 2000 bei dem Label bluNoise unter Vertrag. Dort entstanden auch im labeleigenen Tonstudio bluBox unter Leitung des Produzenten Timo F. Loesch alle bisherigen Aufnahmen. 

## Diskografie
Alben
- 2000: Vertebra (bluNoise / EFA)[1][2]
- 2001: Beyond Hypothermia (Batterie one)
- 2003: Laundromat (bluNoise / alive)[3]

Kompilationen
- 2001: Utopia auf Wahrschauer CD zum Heft #42 (Heftbeilage)
- 2003: Skuff auf NoisePollution Vol. 2 (NoisePollution)